# جامعة دندي
جامعة دندي (بالإنجليزية: University of Dundee)‏ هي جامعة اسكتلندية في مدينة دندي على الساحل الشرقي لاسكتلندا، وهي من الجامعات الأعضاء برابطة جامعات الكومنولث.
تأسست سنة 1881 ككلية تابعة لجامعة سانت أندروز إلى جانب «الكلية المتحدة» (بالإنجليزية: United College)‏ وكلية سانت ماري (بالإنجليزية: St Mary's College)‏ الواقعتين في مدينة سانت أندروز ذاتها. وبعد توسع الجامعة بشكل كبير، صارت جامعة مستقلة سنة 1967، محتفظة بتراثها ونظام هيكلها الحاكم القديمين. وقد نمت الجامعة منذ استقلالها لتصبح مركزًا بحثيًا معترفًا به على نطاق عالمي.

## وصلات خارجية
- الموقع الرسمي للجامعة